# АЭС Колумбия
АЭС Колумбия (англ. Columbia Generating Station) — действующая атомная электростанция на северо-западе США.  
Станция расположена близ реки Колумбия в округе Бентон штата Вашингтон.
АЭС Колумбия в период с 1972 по 1984 годы была полностью построена и подключена к энергосистеме США. Задержка связана с перерасходом средств на строительство. Всего на станции установлен один энергоблок при заложенных в проекте пяти с реактором мощностью 1230 МВт. Единственный реактор станции относится к типу кипящих водяных BWR производства General Electric.
Ресурс работы реактора АЭС Колумбия, заложенный при строительстве станции – 2023 год. Однако еще в январе 2010 года была подана заявка в Комиссию по контролю за атомной энергетикой США по продлению срока эксплуатации единственного реактора АЭС Колумбия и в 2011 году она была утверждена. На 2016 год срок службы АЭС Колумбия ограничен 2043 годом.
АЭС Колумбия обеспечивает 10% от потребностей штата Вашингтон в электроэнергии.
На станции также организовано хранилище отработанного ядерного топлива. Всего на станции в 2014 году хранилось 36 бочек с ОЯТ.

## Инциденты
В 2011 году реактора АЭС Колумбия был аварийно остановлен после возгорания водорода на станции.
29 марта 2016 года реактор станции также был аварийно остановлен из-за отказа системы охлаждения реактора.

## Информация об энергоблоках
| Энергоблок | Тип реакторов       | Мощность | Мощность | Начало строительства | Физпуск    | Подключение к сети | Ввод в эксплуатацию | Закрытие |
| Энергоблок | Тип реакторов       | Чистый   | Брутто   | Начало строительства | Физпуск    | Подключение к сети | Ввод в эксплуатацию | Закрытие |
| ---------- | ------------------- | -------- | -------- | -------------------- | ---------- | ------------------ | ------------------- | -------- |
| Колумбия   | BWR, BWR-5 (Mark 2) | 1107 МВт | 1190 МВт | 01.08.1972           | 19.01.1984 | 27.05.1984         | 13.12.1984          | —        |